# Vouilly
Vouilly je francouzská obec v departementu Calvados v Normandii. Nachází se na místě bývalého římského tábora.

## Geografie
Vouilly leží v kraji Bessin, dvacet kilometrů od Bayeux a osm kilometrů od Isigny-sur-Mer.
Sousedící obce: Lison, Cartigny l'Epinay, Castilly, Longueville, Bernesq, Colombieres, Ecrammeville, Canchy, Saint Germain du Pert, Saint Martin de Blagny, Bricqueville, La Folie, Monfreville, Saint Marcouf.

## Vývoj počtu obyvatel
Počet obyvatel

## Památky
- kostel Notre-Dame z 15. století, opevněn během stoleté války
- Chateau de Vouilly ze 17. století s francouzskou zahradou, nyní hotel